# Союз кинематографистов России
Общеросси́йская обще́ственная организа́ция «Сою́з кинематографи́стов Росси́йской Федера́ции» («Союз кинематографистов России») — всероссийская общественная организация, объединяющая профессиональных деятелей кинематографии.
Организация была основана на учредительном съезде, состоявшемся 27—28 февраля 1990 года в Москве. Устав был принят 30 ноября 1991 года. Позиционирует себя как правопреемник Союза кинематографистов СССР. Насчитывает примерно 5000 членов.
Имеет собственный печатный орган — газету «СК-Новости», выходящую раз в месяц.

## История
В 1997 году состоялся III съезд организации, на которой председателем был избран Никита Михалков. После этого была реорганизовала система управления союза: была создана жёсткая и упорядоченная вертикаль. Предпринимались попытки возвращения собственности Союза кинематографистов СССР, утраченной в начале 1990-х годов (в частности, произошёл конфликт с Конфедерацией союзов кинематографистов СНГ, также считающей себя правопреемником советского Союза кинематографистов, из-за здания «Киноцентра»).
В 2001 году кинокритик Виктор Матизен отмечал, что «если же окинуть взглядом всю нынешнюю деятельность СК РФ, немедленно обнаружится её односторонность. СК СССР умел зарабатывать деньги и наживать имущество. СК России всего лишь хочет жить на ренту с накоплений, сделанных его предшественником. <…> Министерство культуры и вошедшее в него Госкино РФ давно уже являются большими рыночниками, чем СК, в глубине души утративший веру в способность отечественного кино привлечь зрителя в кинотеатры».
В конце 2000-х годов в организации усилились трения между сторонниками и противниками Н. Михалкова. В 2008 году на VII съезде председателем был избран режиссёр Марлен Хуциев, однако суд удовлетворил иск ряда членов организации и признал съезд нелегитимным. В 2009 году Н. Михалков собрал внеочередной съезд, на котором был переизбран председателем. В 2010 году группа кинематографистов, не согласных с деятельностью союза под руководством Михалкова, вышла из состава организации и образовала альтернативное объединение — «Киносоюз».

## Деятельность
Союз осуществляет свою деятельность на территории России через свои структурные подразделения — организации, отделения, филиалы и представительства. По данным на 24 марта 2016 года, наиболее крупными региональными подразделениями являются организации Москвы (3 077 членов), Санкт-Петербурга (815 членов), Московской области (173 члена) и Свердловской области (120 членов).
Союз действует в целях защиты социальных, авторских, смежных и трудовых прав, интеллектуальной собственности и профессиональных интересов своих членов, оказания помощи в создании и улучшении условий их творческой деятельности.

## Структура
Члены союза объединены в гильдии по роду профессиональной деятельности.
- Гильдия актёров;
- Гильдия гримёров;
- Гильдия звукорежиссёров;
- Гильдия каскадёров;
- Гильдия киноведов и кинокритиков;
- Гильдия кинодраматургов;
- Гильдия кинооператоров;
- Гильдия кинотехников;
- Гильдия композиторов;
- Гильдия продюсеров и организаторов кинопроцесса;
- Гильдия редакторов;
- Гильдия режиссёров;
- Гильдия художников.

Комиссии и ассоциации Союза кинематографистов РФ:
- Комиссия анимационного кино;
- Комиссия неигрового кино;
- Ассоциация документального кино;
- Ассоциация военного и историко-патриотического фильма.

## Органы управления
Главным руководящим органом союза является съезд, который созывается правлением союза не реже, чем раз в четыре года. Именно правление руководит деятельностью союза в период между съездами. Члены правления (в том числе его председатель) избираются раз в четыре года на съездах. Председателем правления с 1997 года является Никита Михалков, его первым заместителем — Лариса Солоницына. Помимо съезда и правления к органам управления союза относится секретариат, назначаемый правлением (члены секретариата должны входить в состав союза).
Организация работы союза осуществляется с помощью отделов, среди которых отдел социальной работы, отдел молодёжной политики, отдел международного сотрудничества, отдел по работе с регионами и др.

## Награды
- Благодарность Президента Российской Федерации (25 декабря 1995 года) — в связи со 100-летием мирового и российского кинематографа, за заслуги перед государством и большой вклад в отечественную культуру[11].